# Turismo astronômico
Turismo Astronômico é aquele praticado com fins de observação de fenômenos como eclipses, chuvas de meteoros, auroras boreais ou austrais e de corpos celestes tais como estrelas, galáxias, nebulosas, asteróides, cometas e planetas, sem a intenção de se exercer qualquer cargo remunerado referente a esta atividade, que inclui ainda os deslocamentos de pessoas para as visitas a museus astronômicos, planetários, observatórios e a utilização de equipamentos específicos existentes nestes locais para uma melhor visualização e compreensão de informações relevantes ligadas à Astronomia.